# Huta Lancat
Huta Lancat is een bestuurslaag in het regentschap Mandailing Natal van de provincie Noord-Sumatra, Indonesië. Huta Lancat telt 168 inwoners (volkstelling 2010).